# Hinsbourg
Hinsbourg é uma comuna francesa na região administrativa de Grande Leste, no departamento Baixo Reno. Estende-se por uma área de 3,27 km². Em 2010 a comuna tinha 114 habitantes (densidade: 34,9 hab./km²).